# Oedina
Oedina es un género  con cuatro especies de arbustos pertenecientes a la familia Loranthaceae. Es originaria del este de  África.

## Taxonomía
El género fue descrito por Philippe Édouard Léon Van Tieghem y publicado en Bulletin de la Société Botanique de France  42: 249 en el año 1895. La especie tipo es Oedina erecta (Engl.) Tiegh.

## Especies aceptadas
A continuación se brinda un listado de las especies del género Oedina aceptadas hasta noviembre de 2014, ordenadas alfabéticamente. Para cada una se indica el nombre binomial seguido del autor, abreviado según las convenciones y usos.	
- Oedina brevispicata Polhill & Wiens
- Oedina congdoniana 	Polhill & Wiens
- Oedina erecta 	(Engl.) Tiegh.
- Oedina pendens 	(Engl. & K.Krause) Polhill & Wiens